# Lupçi i Poshtëm
Lupçi i Poshtëm (albanska: Lupçi i Ultë, Lupç i Poshtëm, serbiska: Доње Љупче) är ett samhälle i Kosovo. Det ligger i den nordöstra delen av landet, 14 km norr om huvudstaden Pristina. Lupçi i Poshtëm    ligger 561 meter över havet och antalet invånare är 2 113.
Terrängen runt Lupçi i Poshtëm är kuperad österut, men västerut är den platt. Lupçi i Poshtëm ligger nere i en dal. Runt Lupçi i Poshtëm är det ganska tätbefolkat, med 222 invånare per kvadratkilometer. Närmaste större samhälle är Pristina, 13,5 km söder om Lupçi i Poshtëm. Omgivningarna runt Lupçi i Poshtëm är en mosaik av jordbruksmark och naturlig växtlighet.